# Anomie & Bonhomie
Anomie & Bonhomie è il quarto album del gruppo musicale gallese Scritti Politti, pubblicato nel 1999 dalla Virgin Records.

## Tracce
1. Umm – 4:14 – (Green Gartside, Lee Majors)
2. Tinsel Town to the Boogiedown – 4:56 – (Gartside)
3. First Goodbye – 5:12 – (Gartside)
4. Die Alone – 4:23 – (Gartside)
5. Mystic Handyman – 3:47 – (Gartside)
6. Smith 'N' Slappy – 4:53 – (Gartside)
7. Born to Be – 3:52 – (Gartside)
8. The World You Understand (Is Over+Over+Over) – 3:13 – (Gartside)
9. Here Come July – 4:00 – (Gartside)
10. Prince Among Men – 4:46 – (Gartside, Majors)
11. Brushed With Oil, Dusted with Powder – 6:04 – (Gartside)

## Musicisti
- Green Gartside - voce
- Lee Majors - voce
- Allen Cato - chitarra
- Wendy Melvoin - chitarra
- David Dyson - basso
- Me'Shell Ndegéocello - basso
- David Dyson - basso
- Vere Isaacs - basso
- Abe Laboriel, Jr. - percussioni
- Ju Ju House - batteria
- Vynilism - batteria